# Биброн, Габриэль
Габриэ́ль Бибро́н (фр. Gabriel Bibron; 20 октября 1805 — 27 марта 1848) — французский зоолог.
В 1827—1833 годы во время Греческой революции он был участником французской научной экспедиции в Морею в Греции.
Биброн работал в Национальном музее естественной истории. Вместе с Андрэ-Мари Дюмерилем, которого он встретил в 1832 году, он классифицировал большое количество рептилий.
Биброн заболел туберкулёзом и в 1845 году удалился в Сент-Альбан-лез-О, где умер в возрасте 42 лет.

## Труды
- Erpetologie generale: ou, Histoire naturelle complete des reptiles. 1835—1850, 9 томов, (вместе с Дюмерилем) online